# Bad Hair Day (film)
Bad Hair Day är en amerikansk TV-film från 2015 i regi av Eric Canuel. I huvudrollerna syns Laura Marano, Leigh-Allyn Baker och Christian Campbell.
Filmen handlar om Monica (Laura Marano) som har fått en dålig start på dagen. Hon fick besök av FBI-agenten Liz.